# 1741
Het jaar 1741 is het 41e jaar in de 18e eeuw volgens de christelijke jaartelling.

## Gebeurtenissen
januari
- 18 - Broeder Manuel Pinto de Fonseca wordt gekozen tot 68e grootmeester van de Maltezer Orde.

februari
- 3 - De Staten-Generaal van de Republiek verlenen octrooi aan de stad 's-Hertogenbosch voor de aanleg van een Steenweg op Luik.

april
- 10 - In de Slag bij Mollwitz verslaan de Pruisen de Oostenrijkers in de Eerste Silezische Oorlog.

mei
- 20 - In de Slag om Cartagena de Indias verslaat Spanje Groot-Brittannië in de oorlog van Jenkins' Oor

juni
- 30 - in de encycliek Quanta Cura waarschuwt paus Benedictus XIV tegen praktijken als het doorverkopen van bestelde missen.

juli
- 22 - De Ceylonese neushoorn Clara gaat in Rotterdam van boord en wordt de vijfde levende neushoorn in Europa sinds Dürers Rhinocerus in 1515.

augustus
- 20 - Het Kayak Island wordt als eerste van Alaska ontdekt door de Deen Vitus Bering in Russische dienst. Hij is met zijn expeditie de Beringstraat overgestoken, die Azië scheidt van Noord-Amerika en de Stille Oceaan met de Noordelijke IJszee verbindt.

november
- 4 -De pauselijke bul Benedictina (declaratio) verklaart de gemengde huwelijken tussen katholieken en protestanten, die in de Lage Landen zonder de tridentijnse vorm gesloten zijn, geldig. Deze bul zal tot 1907 de grondslag zijn van het kerkelijk huwelijksrecht in confessioneel gemengde streken.
- 4 - Het schip St.-Peter van commandant Vitus Bering gaat, zwaar gehavend door een storm, voor anker in wat later Commande's Bay in Beringeiland zal heten.
- 26 - Oostenrijkse Successieoorlog: Franse en Beierse troepen bezetten Praag. Karel VII Albrecht van Wittelsbach roept zich uit tot koning van Bohemen.

december
- 8 - De ontdekkingsreiziger in Russische dienst Vitus Bering sterft aan scheurbuik.
- 12 - Bij een paleisrevolutie in Rusland zet de dochter van Peter de Grote, Elisabeth, haar

neefje Iwan VI en zijn moeder, de regent Anna Leopoldovna van Mecklenburg-Schwerin vast en neemt zelf het bewind in handen.
- 25 - De Kerststorm teistert de Hollandse kust. Bij Egmond worden huizen door de zee verzwolgen.

## Muziek
- Pietro Locatelli componeert 6 concerti grossi, Opus 7

## Bouwkunst

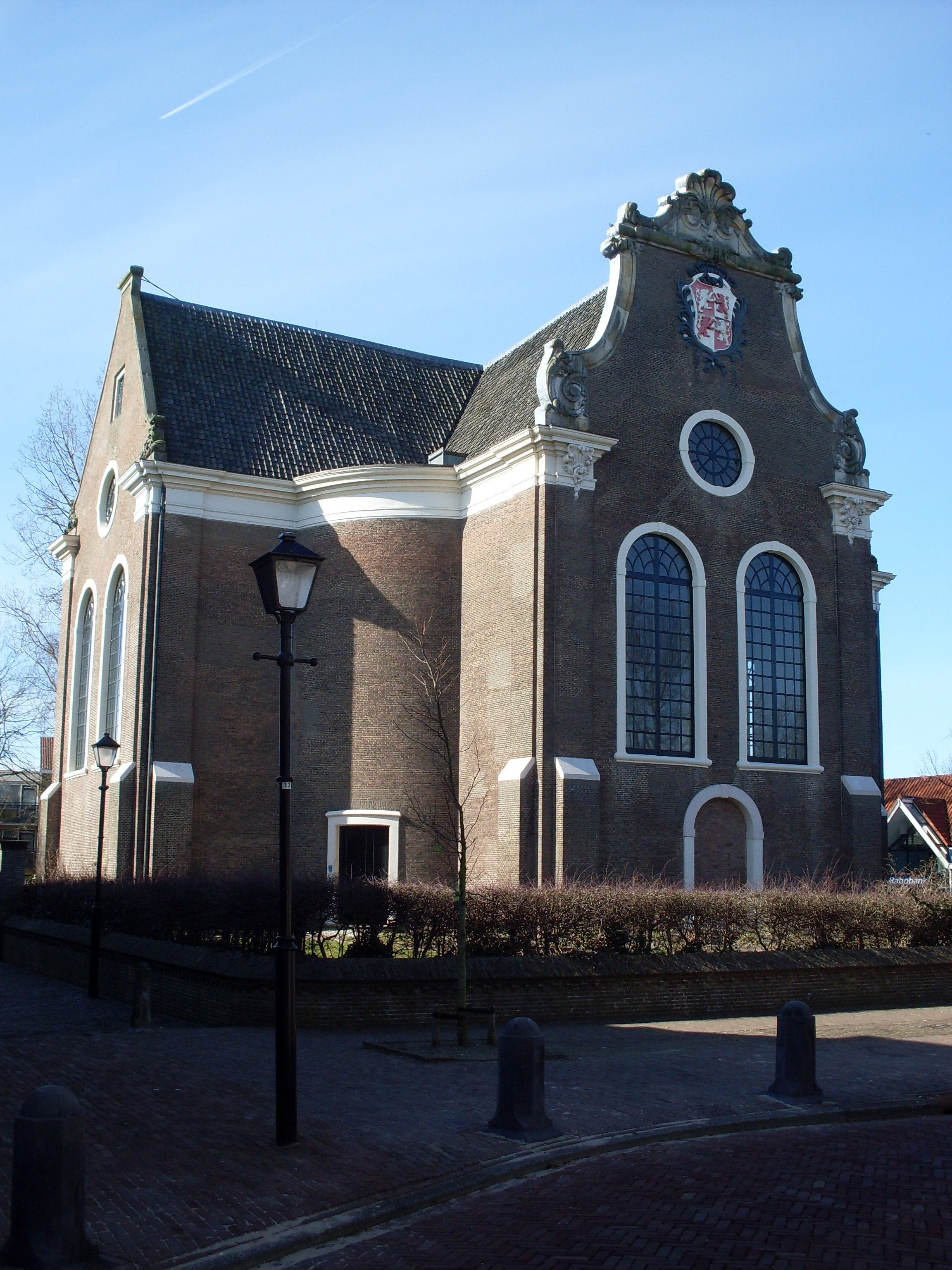
NH kerk, Westzaan (1741)

## Geboren
januari
- 3 - Marie Geneviève Poulain de la Forestrie, Frans martelares uit adellijke familie, zalig verklaard in 1984 (overleden 1794)
- 12 - Reinier Vinkeles, Nederlands tekenaar en graveur (overleden 1816)

februari
- 11 - André Grétry, Belgisch componist (overleden 1813)

maart
- 13 - Keizer Jozef II van het Heilige Roomse Rijk (overleden 1790)

mei
- 23 - Andrea Luchesi, Italiaans componist (overleden 1801)

augustus
- 31 - Jean Paul Egide Martini, Duits-Frans componist en muziekpedagoog (overleden 1816)

oktober
- 18 - Pierre Choderlos de Laclos, Frans schrijver (Les Liaisons dangereuses) (overleden 1803)

november
- 2 - Joan Derk van der Capellen tot den Pol, voorman van de patriotten (overleden 1784)

december
- gedoopt 10 - Aagje Deken, Nederlands schrijfster (overleden 1804)

datum onbekend
- Honoré Langlé, Monegaskisch componist, muziektheoreticus en muziekpedagoog (overleden 1807)

## Overleden
februari
- 13 - Johann Joseph Fux (~80), Oostenrijks componist, muziektheoreticus en muziekpedagoog

maart
- 13 - Renier Roidkin (56), schilder uit de Zuidelijke Nederlanden

april
- 4 - Victor Amadeus I van Savoye-Carignano (51), prins van Savoye

juli
- 27 - Antonio Vivaldi (63), Italiaans componist

september
- 7 - Henry Desmarest (~80), Franse componist